# Chuyến bay 522 của Helios Airways
Chuyến bay 522 của Helios Airways (ZU522/HCY522) là chuyến bay chở khách theo lịch trình từ Larnaca, Síp, đến Athens, Hy Lạp, đã bị rơi vào ngày 14 tháng 8 năm 2005, khiến tất cả 121 hành khách và phi hành đoàn trên máy bay thiệt mạng. Máy bay bị mất áp suất cabin, làm phi công mất nhận thức, khiến máy bay lái tự động cho đến khi hết nhiên liệu và rơi gần Grammatiko, Hy Lạp. Đây được coi là vụ tai nạn thảm khốc nhất trong lịch sử Hy Lạp.

## Máy bay
Máy bay được khai thác là Boeing 737-31S, mang số đăng bạ D-ADBQ, cất cánh lần đầu vào ngày 29 tháng 12 năm 1997 và được DBA vận hành từ năm 1998. Nó được Helios Airways thuê vào ngày 16 tháng 4 năm 2004, được đăng ký lại số 5B-DBY với tên Olympia (ΟΛΥΜΠΙΑ). Ngoài chiếc máy bay bị tai nạn này, đội bay của Helios Airways cũng bao gồm hai chiếc máy bay thuê là Boeing 737-800s và Airbus A319-100 được giao vào ngày 14 tháng 5 năm 2005.
Máy bay đến sân bay quốc tế Larnaca lúc 01:25 sáng giờ địa phương vào ngày xảy ra tai nạn.:3 Nó được lên kế hoạch rời Larnaca lúc 09:00 và bay đến sân bay Quốc tế Prague Ruzyně với một điểm dừng giữa chặng tại sân bay quốc tế Athens lúc 10:45.:4 Cơ trưởng của chuyến bay là Hans-Jürgen Merten, một phi công hợp đồng 58 tuổi người Đức.

## Phi hành đoàn
Cơ trưởng của chuyến bay là ông Hans-Jürgen Merten, 59 tuổi, người Đức được Helios thuê cho các chuyến bay trong kỳ nghỉ, có kinh nghiệm bay 35 năm (trước đây cho Interflug trước năm 1990) và đã tích lũy tổng cộng 16.900 giờ bay, bao gồm 5.500 giờ với Boeing 737. Cơ phó là Pampos Charalambous, 51 tuổi, người Síp, đã bay riêng cho Helios trong 5 năm (năm 2000), có kinh nghiệm 7.549 giờ bay, trong đó có 3.991 giờ với Boeing 737. Louisa Vouteri, quốc tịch Hy Lạp, 32 tuổi sống ở Síp, tiếp viên, làm thay cho một đồng nghiệp bị ốm.

## Chuyến bay và tai nạn
|                                                    | |
| 14 tháng 8 năm 2005 Múi EEST (UTC + 3h), PM in đậm | |
| Thời gian                                          | Biến cố |
| 09:00                                              | Khởi hành dự kiến |
| 09:07                                              | Cất cánh tại sân bay quốc tế Larnaca                                                                                                   |
| 09:12                                              | Độ cao cảnh báo âm thanh ở 12.040 feet (3.670 m)                                                                                       |
| 09:14                                              | Phi công báo cáo vấn đề điều hòa |
| 09:20                                              | Liên hệ lần cuối với phi hành đoàn; Độ cao là 28.900 feet (8,809 m)                                                                    |
| 09:23                                              | Độ cao 34.000 feet (10,400 m); Có lẽ là ở chế độ lái tự động                                                                           |
| 09:37                                              | Nhập khu vực thông tin chuyến bay Athens; Nicosia ATC thông báo cho Athens ATC rằng liên lạc vô tuyến đã bị mất                        |
| 10: 12-10:50                                       | Không có phản hồi cho các cuộc gọi radio từ Athens ATC                                                                                 |
| 10:45                                              | Theo lịch trình đến Athens |
| 10:54                                              | Trung tâm điều phối cứu hộ chung Athens đã cảnh báo về máy bay bị mất tích Helios 522                                                  |

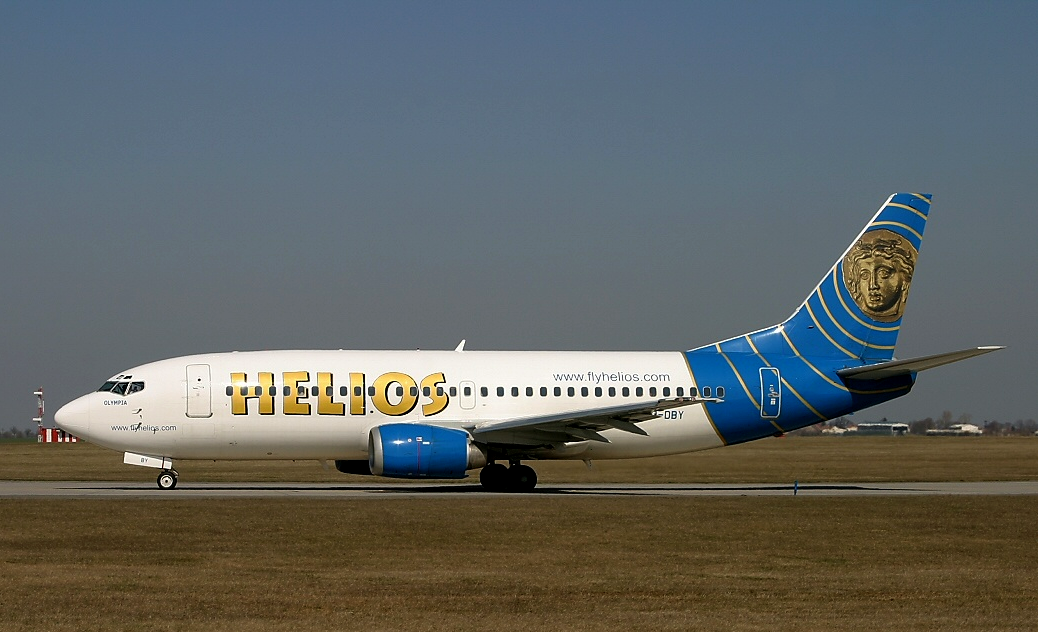
5B-DBY tại sân bay Václav Havel Praha vào ngày 31 tháng 3 năm 2005

| 11:05                                              | Hai máy bay chiến đấu F-16 rời Nea Anchialos                                                                                           |
| 11:24                                              | F-16 đuổi kịp Helios 522 |
| 11:32                                              | Phi công F-16 thấy 2 phi công ngã gục, hành khách như trong tình trạng "ngủ đông", hoàn toàn mất ý thức và không có dấu hiệu khủng bố. |
| 11:49                                              | Chiếc F-16 nhìn thấy một người trong buồng lái (người tiếp viên Andreas Prodromou), dường như đang cố gắng kiểm soát máy bay           |
| 11:50                                              | Động cơ còn lại (# 1) ngừng hoạt động, có lẽ là do cạn kiệt nhiên liệu                                                                 |
| 11:54                                              | CVR ghi lại hai tin nhắn MAYDAY từ tiếp viên Andreas Prodromou trong buồng lái                                                         |
| 12:00                                              | Động cơ bên phải (# 2) dừng hoạt động                                                                                                  |
| 12:04                                              | Máy bay rơi ở vùng núi gần Grammatiko, Marathon, Hy Lạp                                                                                |

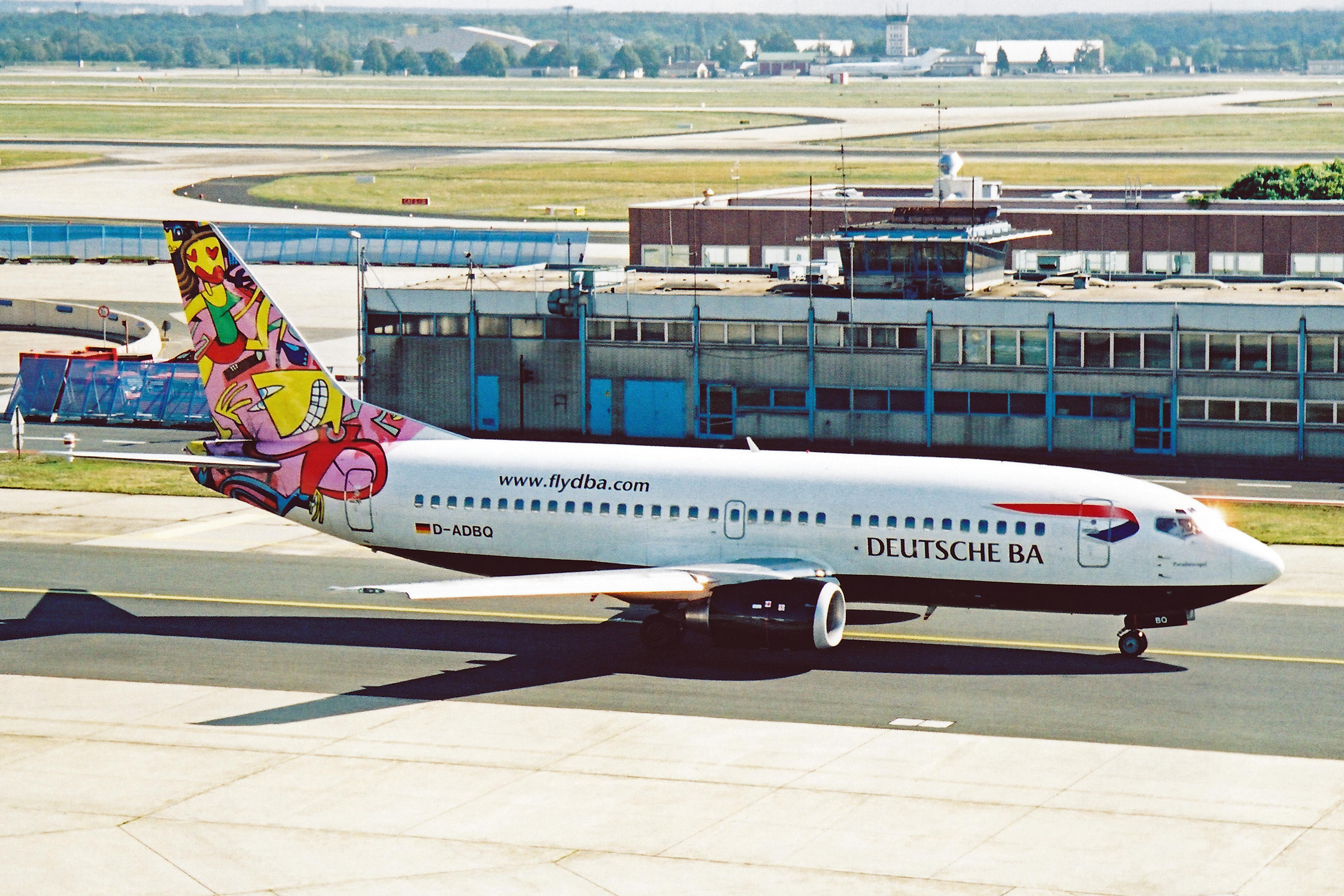
Chiếc 737 gặp nạn khi đang được hãng Fly-DBA Airlines sử dụng tại sân bay quốc tế Frankfurt ngày 14 tháng 9 năm 2002

Khi chiếc Boeing 737 đến từ London vào sáng sớm hôm đó, phi hành đoàn đã báo cáo về việc zoăng cửa bị đóng băng và những tiếng động bất thường phát ra từ cửa dịch vụ phía sau bên phải. Họ yêu cầu kiểm tra toàn bộ cửa. Việc kiểm tra được thực hiện bởi một kỹ sư mặt đất, người sau đó thực hiện kiểm tra rò rỉ áp suất. Để thực hiện kiểm tra này mà không yêu cầu vận hành động cơ máy bay, hệ thống điều áp được đặt thành "thủ công" (MANUAL). Tuy nhiên, kỹ sư đã quên không thiết lập lại thành "tự động" (AUTO) sau khi hoàn tất kiểm tra.
Sau khi máy bay được đưa trở lại hoạt động, phi hành đoàn đã không kiểm tra trạng thái hệ thống điều áp 3 lần: trong quy trình trước chuyến bay, kiểm tra sau khi khởi động và kiểm tra sau khi cất cánh. Trong các lần kiểm tra này, không ai trong phi hành đoàn nhận thấy cài đặt không chính xác. Máy bay cất cánh lúc 9:00 với hệ thống điều áp vẫn được đặt thành "thủ công" và van xả phía sau mở một phần.
Khi máy bay lên cao, áp lực trong cabin giảm dần. Khi lên tới độ cao 12.040 feet (3.670 m), tiếng cảnh báo độ cao của cabin vang lên. Lẽ ra phi công phải ngừng nâng độ cao, nhưng họ đã xác định nhầm là cảnh báo cất cánh (take-off config), báo hiệu rằng máy bay chưa sẵn sàng cất cánh, vì cảnh báo này chỉ có khi máy bay còn ở trên mặt đât.

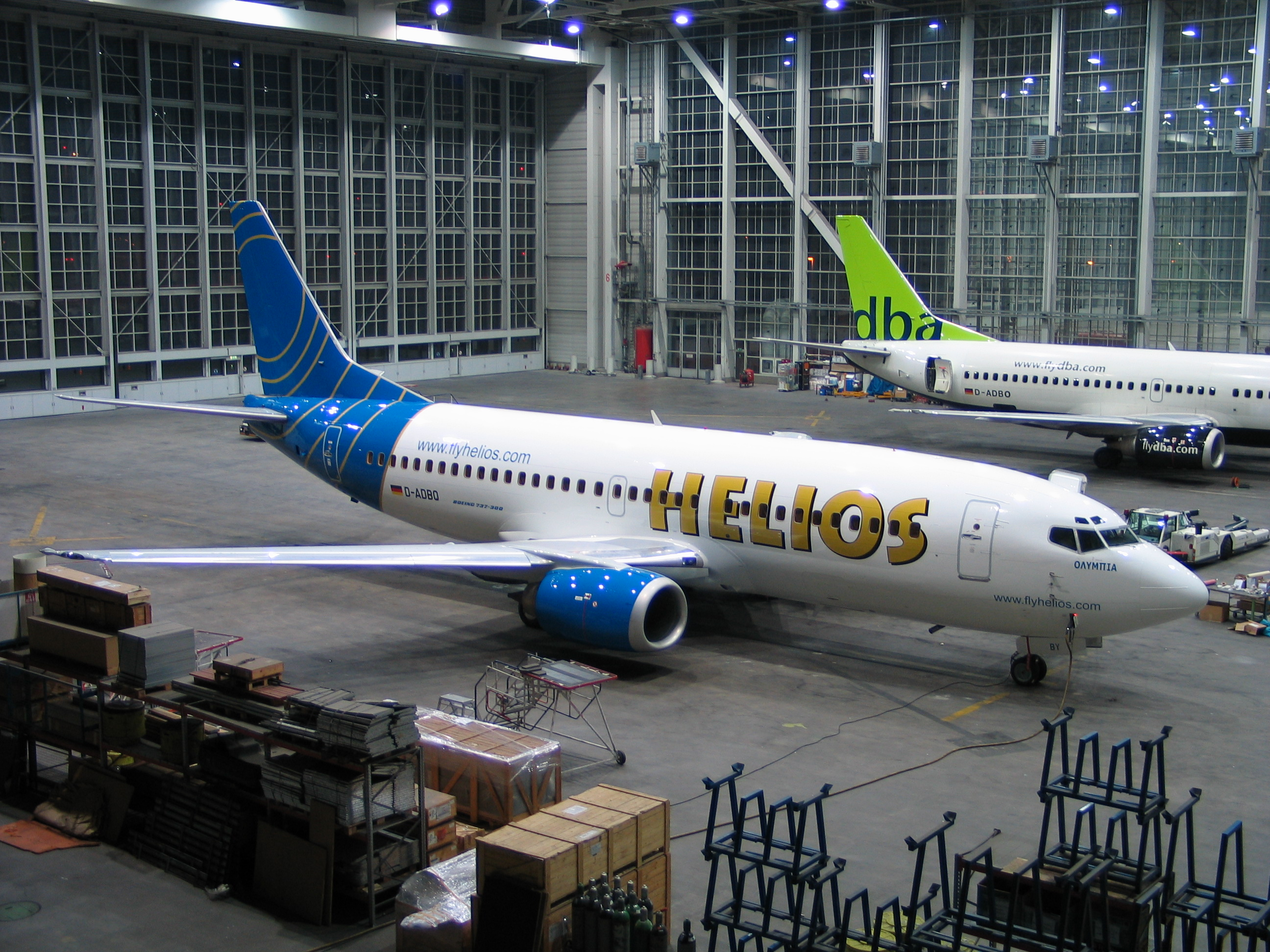
Chiếc 737 trong nhà xưởng Hangar vào ngày 15 tháng 4 năm 2004 lúc 02:34 sáng. Máy bay gặp nạn này được giao cho hãng Helios vào ngày hôm sau

Trong vài phút tiếp theo, một số đèn cảnh báo trên bảng điều khiển phía trên trong buồng lái sáng lên. Một hoặc cả hai đèn cảnh báo làm mát thiết bị sáng để chỉ luồng gió yếu đi qua quạt làm mát (do không khí loãng), kèm theo đèn cảnh báo chính. Đèn oxy hành khách sáng khi ở độ cao xấp xỉ 18.000 feet (5.500 m), mặt nạ oxy trong cabin hành khách tự động bung xuống.
Ngay sau khi tiếng cảnh báo độ cao của cabin vang lên, cơ trưởng đã gọi cho trung tâm điều hành Helios và báo cáo "cảnh báo cấu hình cất cánh bị bật" và "thiết bị làm mát bình thường và tắt dòng".  Sau đó, ông nói chuyện với kỹ sư mặt đất và liên tục thông báo rằng "đèn quạt thông gió làm mát đã tắt".  Kỹ sư (người đã thực hiện kiểm tra rò rỉ áp suất) hỏi "Ông có thể xác nhận rằng bảng điều áp được đặt thành TỰ ĐỘNG không?" Tuy nhiên, cơ trưởng đã bắt đầu có triệu chứng của thiếu oxy, không trả lời câu hỏi và lại hỏi "Bộ ngắt mạch thiết bị làm mát ở đâu?". Kỹ sư mặt đất nói: "Ở phía sau ghế của ông đấy!". Đây là lần liên lạc cuối cùng với máy bay.
Máy bay tiếp tục leo lên cho đến khi chững lại ở FL340, khoảng 34.000 feet (10.000 m).  Trong khoảng thời gian từ 09:30 đến 09:40, Nicosia ATC liên tục cố gắng liên lạc với máy bay, nhưng không thành công. Lúc 09:37, máy bay đã chuyển từ Vùng Thông tin bay Síp (FIR) vào Athens FIR, mà không liên lạc với Athens ATC. 19 lần cố gắng liên lạc với chiếc 737 trong khoảng thời gian từ 10:12 đến 10:50 cũng không có phản hồi.
Hai máy bay chiến đấu F-16 từ Trạm không quân 111 của Không quân Hellenic đã được điều khiển từ căn cứ không quân Nea Anchialos để liên lạc trực tiếp. Họ đuổi kịp Helios 522 lúc 11:24 và quan sát thấy cơ phó gục đầu vào bảng điều khiển, hoàn toàn mất đi ý thức và ghế của cơ trưởng trống rỗng. Họ cũng báo cáo rằng mặt nạ oxy đang treo lủng lẳng trong cabin hành khách.
Vào lúc 11:49, tiếp viên Andreas Prodromou bước vào buồng lái và ngồi xuống ghế cơ trưởng, vẫn tỉnh táo nhờ sử dụng nguồn cung cấp oxy di động. Prodromou giữ bằng lái phi công thương mại của Anh, nhưng không đủ điều kiện để lái chiếc 737. Các nhà điều tra vụ tai nạn kết luận rằng kinh nghiệm của Prodromou là không đủ để anh có thể kiểm soát máy bay trong hoàn cảnh này. Prodromou vẫy tay với F16 rất nhanh, nhưng ngay khi anh bước vào buồng lái, động cơ bên trái đã ngừng hoạt động do cạn kiệt nhiên liệu và chiếc máy bay bắt đầu hạ xuống. 10 phút sau khi động cơ bên trái ngừng hoạt động, động cơ bên phải cũng ngừng hoạt động, và đúng 12:04, Helios 522 đã rơi xuống đồi gần Grammatiko, 40 km (25 dặm; 22 nmi) từ Athens, làm chết tất cả 121 hành khách và phi hành đoàn trên máy bay.

## Hành khách
Máy bay mang theo tất cả 121 người, trong đó có 115 hành khách và 6 thành viên phi hành đoàn. Các hành khách bao gồm 67 người đáp xuống Athens, phần còn lại tiếp tục đến Prague. Thi thể của 118 người đã được nhận dạng. Danh sách hành khách bao gồm 93 người lớn và 22 trẻ em. Các hành khách bao gồm 103 công dân Síp và 12 công dân Hy Lạp. 
| Quốc tịch | Hành khách | Phi hành đoàn | Tổng cộng |
| --------- | ---------- | ------------- | --------- |
| Síp       | 103        | 4             | 107       |
| Đức       | 0          | 1 (cơ trưởng) | 1         |
| Hy Lạp    | 12         | 1             | 13        |
| Tổng cộng | 115        | 6             | 121       |

## Điều tra
Bộ ghi dữ liệu chuyến bay (FDR) và bộ ghi âm chuyến bay (CVR) đã được gửi đến Paris để phân tích. Các nhà điều tra xác định Prodromou là tiếp viên hàng không đã vào buồng lái để cố gắng cứu máy bay. Anh đã gọi "Mayday" 5 lần nhưng, vì tần số radio vẫn được điều chỉnh đến Larnaca, không phải Athens, nên ATC đã không nghe được. Giọng nói của anh được xác nhận bởi những đồng nghiệp đã nghe bản ghi CVR.
Nhiều thi thể được tìm thấy đã bị thiêu rụi do hỏa hoạn sau tai nạn. Khám nghiệm tử thi các nạn nhân vụ tai nạn cho thấy tất cả đều còn sống tại thời điểm va chạm, nhưng không thể xác định liệu họ còn ý thức hay không.
Việc cung cấp oxy khẩn cấp trong khoang hành khách của mẫu Boeing 737 này được cung cấp bởi các máy phát oxy, qua mặt nạ thở, để duy trì ý thức trong khoảng 12-15 phút,  thường đủ để hạ xuống khẩn cấp đến 10.000 feet (3.000 m), trong đó áp suất khí quyển đủ để con người duy trì ý thức mà không cần oxy bổ sung. Khoang lái còn được cung cấp thêm oxy di động cho phép thời gian lâu hơn.
Ủy ban Điều tra Tai nạn và An toàn Hàng không Hellenic (AAIASB) đã liệt kê các nguyên nhân trực tiếp dẫn đến vụ tai nạn là:
- Không được xác nhận bởi các phi công rằng hệ thống điều áp được đặt thành "thủ công",
- Không được xác định bởi phi hành đoàn về bản chất thực sự của vấn đề,
- Phi công mất nhận thức do thiếu oxy,
- Cạn kiệt nhiên liệu,
- Va chạm với mặt đất.

### Các vấn đề áp suất trước đây
Ngày 16 tháng 12 năm 2004, trong chuyến bay từ Warsaw, Ba Lan, một chiếc máy bay đã bị mất áp suất cabin nhanh chóng và phi công đã hạ cánh khẩn cấp thành công. Phi hành đoàn báo cáo với cơ trưởng rằng đã có một tiếng nổ từ cửa phía sau, và có một lỗ nhỏ bằng bàn tay ở cánh cửa. Ban Điều tra Incident (AAIIB) của Síp đã không kết luận xác định nguyên nhân của vụ việc, nhưng chỉ hai khả năng: một sự cố điện gây ra việc mở van dòng chảy, hoặc mở vô ý của cửa phía sau.
Mẹ của cơ phó thiệt mạng trong vụ tai nạn này tuyên bố rằng con trai bà đã nhiều lần phàn nàn với Helios về việc máy bay bị lạnh. Hành khách cũng báo cáo vấn đề với điều hòa không khí trên các chuyến bay của Helios. Trong 10 tuần trước khi gặp tai nạn hệ thống kiểm soát không khí của máy bay đã được sửa chữa hoặc kiểm tra 7 lần.
Một chuyến bay năm 2003 của một chiếc 737 giữa Brussilles và London Gatwick đã chỉ ra rằng một lỗi áp suất trên toàn cabin có thể được nhận ra bởi phi hành đoàn chuyến bay. Vấn đề được chú ý đầu tiên khi phi hành đoàn bắt đầu cảm thấy khó chịu trong tai. Ngay sau đó là tiếng còi cảnh báo độ cao của cabin cho thấy độ cao của cabin đã vượt quá 10.000 feet và được nhìn thấy từ trong buồng lái. Đồng thời, chế độ TỰ ĐỘNG của bộ điều khiển áp suất không được bật thành công, ngay sau đó là chế độ STBY thứ cấp. Phi hành đoàn đã chọn chế độ điều khiển áp suất bằng tay đầu tiên, nhưng không thể kiểm soát độ cao của cabin. Việc giảm độ cao khẩn cấp và chuyển hướng đến Lyon đã được thực hiện. Việc điều chỉnh hệ thống điều khiển áp suất thất bại bắt nguồn từ việc dây điện trong khu vực phía sau khoang chứa hàng phía sau bị cháy. Vỏ dây điện đã bị hỏng do mài mòn với dây đeo p-clip hoặc "zip", theo thời gian, làm lộ ra các dây dẫn, dẫn đến đoản mạch và cháy dây sau đó. Không có thiệt hại khác. Hệ thống dây điện của tất cả các chế độ hoạt động của van xả phía sau, kể cả các hệ thống khác, đều chạy qua đây.

## Phát triển tiếp theo
Công ty đã công bố kiểm tra an toàn thành công trên đội máy bay Boeing của họ vào ngày 29 tháng 8 năm 2005 và đưa chúng trở lại hoạt động. Nó sau đó đổi tên từ Helios Airways thành αjet. Tuy nhiên, khi nhà chức trách ở Síp bắt giữ máy bay của công ty và đóng băng tài khoản ngân hàng của công ty khoảng một năm sau đó, hãng hàng không tuyên bố sẽ ngừng hoạt động vào ngày 31 tháng 10 năm 2006.
Vào tháng 3 năm 2011, Cục Hàng không Liên bang tại Hoa Kỳ đã ban hành Chỉ thị về Khả năng bay, yêu cầu tất cả các máy bay Boeing 737 từ 100 đến 500 mẫu phải được gắn thêm hai đèn cảnh báo buồng lái. Chúng sẽ chỉ ra các vấn đề với cấu hình cất cánh hoặc áp lực. Máy bay trong sổ đăng ký dân sự Hoa Kỳ được yêu cầu phải có đèn chiếu sáng thêm vào ngày 14 tháng 3 năm 2014.

### Kiện tụng và tố tụng hình sự
Gia đình của nạn nhân thiệt mạng đã đệ đơn kiện chống lại Boeing vào ngày 24 tháng 7 năm 2007. Luật sư Constantinos Droungas nói: "Boeing đặt báo động tương tự tại chỗ cho hai loại khác nhau của rối loạn chức năng. Một là một lỗi nhỏ, nhưng khác. Mất oxy trong buồng lái - cực kỳ quan trọng." Ông cũng nói rằng những vấn đề tương tự đã gặp phải trước đây trên Boeings ở Ireland và Na Uy. Các gia đình đã kiện đòi bồi thường 76 triệu euro từ Boeing.
Đầu năm 2008, một công tố viên ở Athens đã buộc tội sáu nhân viên cũ ngộ sát về vụ việc. Các báo cáo vào thời điểm đó cho biết các nghi phạm là hai người Anh, một người quốc tịch Bulgaria và ba người Síp.
Ngày 23 tháng 12 năm 2008, Helios Airways và bốn quan chức của họ đã bị buộc tội tại Síp với 119 buộc tội ngộ sát và gây ra cái chết do sự liều lĩnh và cẩu thả. 4 quan chức là cựu phi công trưởng Ianko Stoimenov, chủ tịch hội đồng quản trị Andreas Drakos, giám đốc điều hành Demetris Pantazis, và giám đốc điều hành Giorgos Kikidis. Phiên tòa bắt đầu vào tháng 11 năm 2009; các công tố viên nhà nước đã trình bày xong vụ án của họ vào tháng 6 năm 2011  Vụ án đã được bác bỏ và các bị cáo đã tha bổng, vào ngày 21 tháng 12 năm 2011. Hội đồng xét xử xét xử vụ án đã phán quyết rằng không có "hiệp hội nguyên nhân giữa các bị cáo và sơ suất mà họ bị buộc tội vì tai nạn chết người ".  Một đơn kháng cáo đã được đệ trình bởi Tổng chưởng lý Síp, và vào tháng 12 năm 2012, Tòa án Tối cao đã tạm gác việc tha bổng và ra lệnh xét xử mới. Hai tháng sau, tái thẩm đã bị hủy bỏ theo quy tắc nguy hiểm gấp đôi, vì các cáo buộc đã được nghe thấy ở Athens.
Vào tháng 12 năm 2011, ngay sau khi kết thúc vụ án ở Síp, một phiên tòa mới đã bắt đầu tại tòa án thẩm phán Hy Lạp, trong đó giám đốc điều hành Demetris Pantazis, giám đốc điều hành chuyến bay Giorgos Kikkides, cựu phi công trưởng Ianko Stoimenov và kỹ sư trưởng Alan Irwin bị buộc tội ngộ sát. Tất cả ngoại trừ Irwin trước đây đã bị chính quyền Síp buộc tội và tha bổng. Tháng 4 năm 2012, tất cả đều bị kết tội và bị kết án 10 năm tù và vẫn được miễn phí tại ngoại trong khi chờ kháng cáo.
Kể từ tháng 8 năm 2013, tất cả các bị cáo đã mất kháng cáo tại Tòa án tối cao Athens. Bản án 10 năm của họ được lệnh đứng ra nhưng các bị cáo được đưa ra lựa chọn mua bản án của họ với giá khoảng 75.000 euro mỗi người. Các nhà điều tra Hy Lạp đổ lỗi cho vụ tai nạn của chuyến bay Helios 522 bên ngoài Athens do lỗi của con người sau khi máy bay không thể điều áp sau khi cất cánh từ sân bay Larnaca. Các công tố viên ở cả hai quốc gia đổ lỗi cho các quan chức hàng không đã cắt giảm các hoạt động an toàn trong khi cũng nói rằng họ không hành động theo lời khuyên rằng các phi công không đáp ứng các tiêu chuẩn hàng không cần thiết.
Người thân của nạn nhân thiệt mạng đã đệ đơn kiện tập thể chống lại chính phủ Síp - cụ thể là Cục Hàng không Dân dụng - vì sơ suất dẫn đến thảm họa Helios 522. Họ cho rằng DCA đã phớt lờ việc thực thi các quy định lỏng lẻo của các hãng hàng không và nhìn chung, cơ quan này đã bỏ qua nhiều vấn đề khi nói đến an toàn bay. Hãng Helios Airways tuyên bố phá sản vào ngày 6 tháng 11 năm 2006.